# العماقي (تعز)
العماقي هي إحدى قرى الجمهورية اليمنية. وهي تتبع جغرافيًا لمحافظة تعز. وإداريًا لمديرية التعزية. يبلغ تعداد سكانها 3509 نسمة حسب الإحصاء الذي جرى عام 2004.